# Антоан Ескален дез Емар
Антоан Ескален дез Емар, барон Ла Гард-Адемар, сеньор на Пиерлат (на френски: Antoine Escalin des Aimars, baron La Garde-Adhémar, seigneur de Pierrelatte, ум. 1578), известен и с прзвището капитан Полен, е френски дипломат и военачалник от XVI век – посланик на Франция в Османската империя от 1541 до 1547 г.

## Френско-османски съюз
През 1541 г. Антоан Ескален дез Емар е назначен за посланик на Франция в Константинопол на мястото на починалия Антонио Ринкон. През 1542 г. капитан Полин договаря успешно условията на френско-отоманския съюз в Италианската война от 1542 – 1546, според които Османската империя се ангажира да се включи във войната на страната на Франция с армия от 27500 души
и 110 галери.  По същото време Дез Емар се опитва да ангажира във войната и Венеция, но опитите му не дават резултат.
През 1543 г. Антоан дез Емар, съпровождан от флотилия турски галери, начело с Хайредин Барбароса, акостира на островите близо до Кан и през август 1543 командва френско-турската обсада на Ница. Освен това капитан Полин е натоварен с уреждането на презимуването на турските войски в Тулон.
През 1544 г. начело на пет френски галери Антоан дез Емар отново потегля на мисия към Константинопол. По пътя към града на Босфора Дез Емар придружава флота на Барбароса по време на нападенията му по западния бряг на Италия, които водят до разграбването на градовете Порто Еркол, Джилио, Липари и до отвеждането на повече от 6000 души в плен. Галерите на Емар и Барбароса се разделят при остров Сицилия, откъдето Емар се отправя към Константинопол и пристига в столицата на Османската империя на 10 август 1544 г., за да докладва лично на Сюлейман Великолепни резултатите от експедицията.

## Мериндолско клане
През 1545 г. капитан Полен предвожда 2000 ветерани от Италианската война към Булон сюр Мер, където трябва да подкрепи други френски части срещу Англия. По пътя към Булон Емар получава заповеди от Франсоа I да се включи в кръстоносния поход срещу валденсите в Прованс. Така Емар и войниците му се включват в опустошаването на градовете Мериндол и Кабриере и в унищожаването околните валденски села. Жертвите на клането в различните източници варират между стотици и хиляди. Освен това хиляди жители са изпратени на принудителен труд във френските галери, а няколко села (между 22 – 28) са напълно унищожени.
След приключването на кампанията срещу валденсите Емар и войските му вземат участие във френската инвазия на остров Уайт през същата година.
През 1547 г. Антоан дез Емар отстъпва поста си на посланик пред Високата порта на Габриел д'Арамон.
През 1553 г. Емар отново си сътрудничи с османския флот в Средиземно море в събитията, съпътстващи инвазията в Корсика през същата година.
През 1571 г. Антоан дез Емар командва френската флота в обсадата на хугенотите в Ла Рошел.